# Barátság kőolajvezeték

A Barátság kőolajvezeték az európai hálózatban

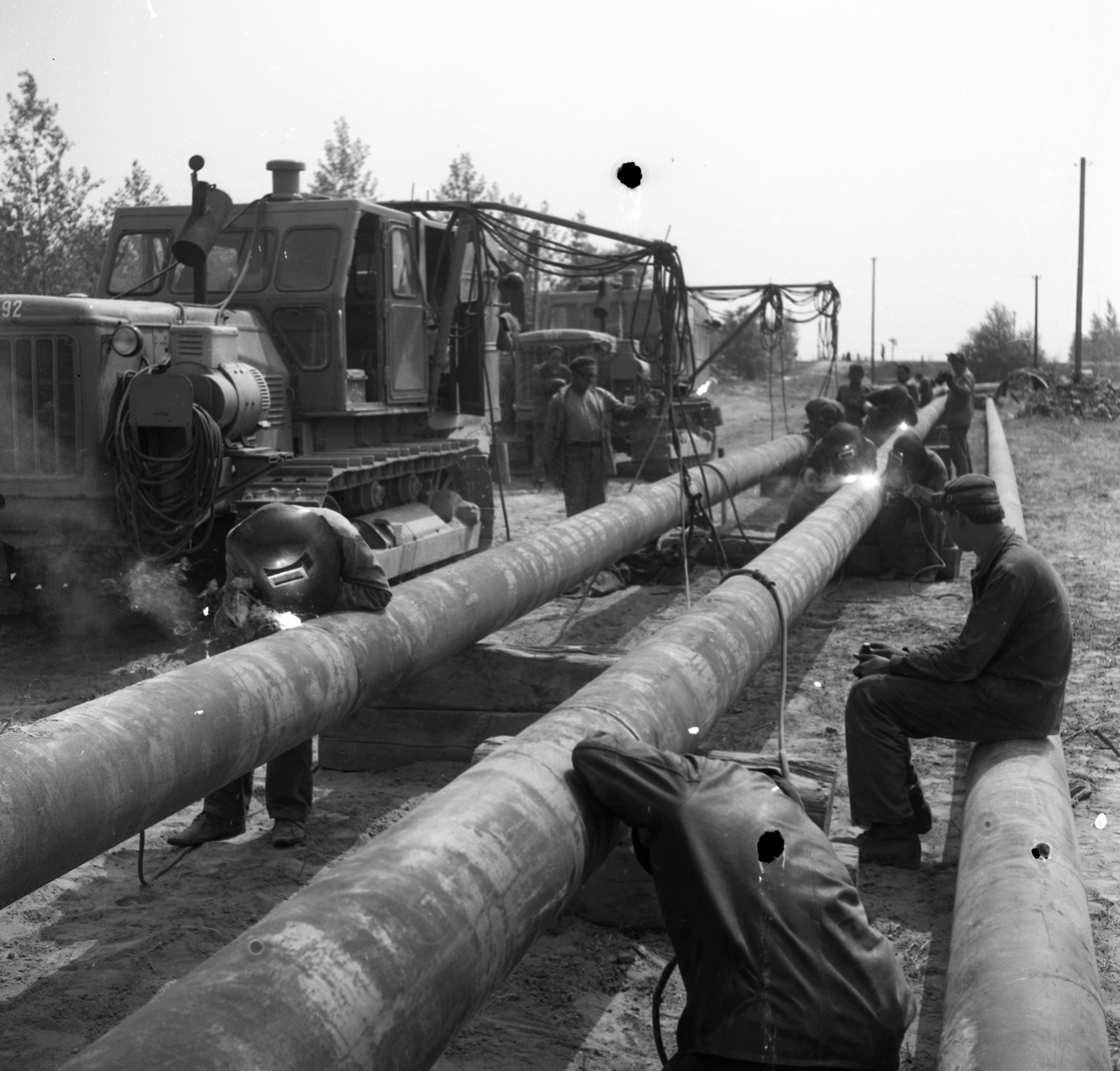
A második vezeték építése 1972-ben

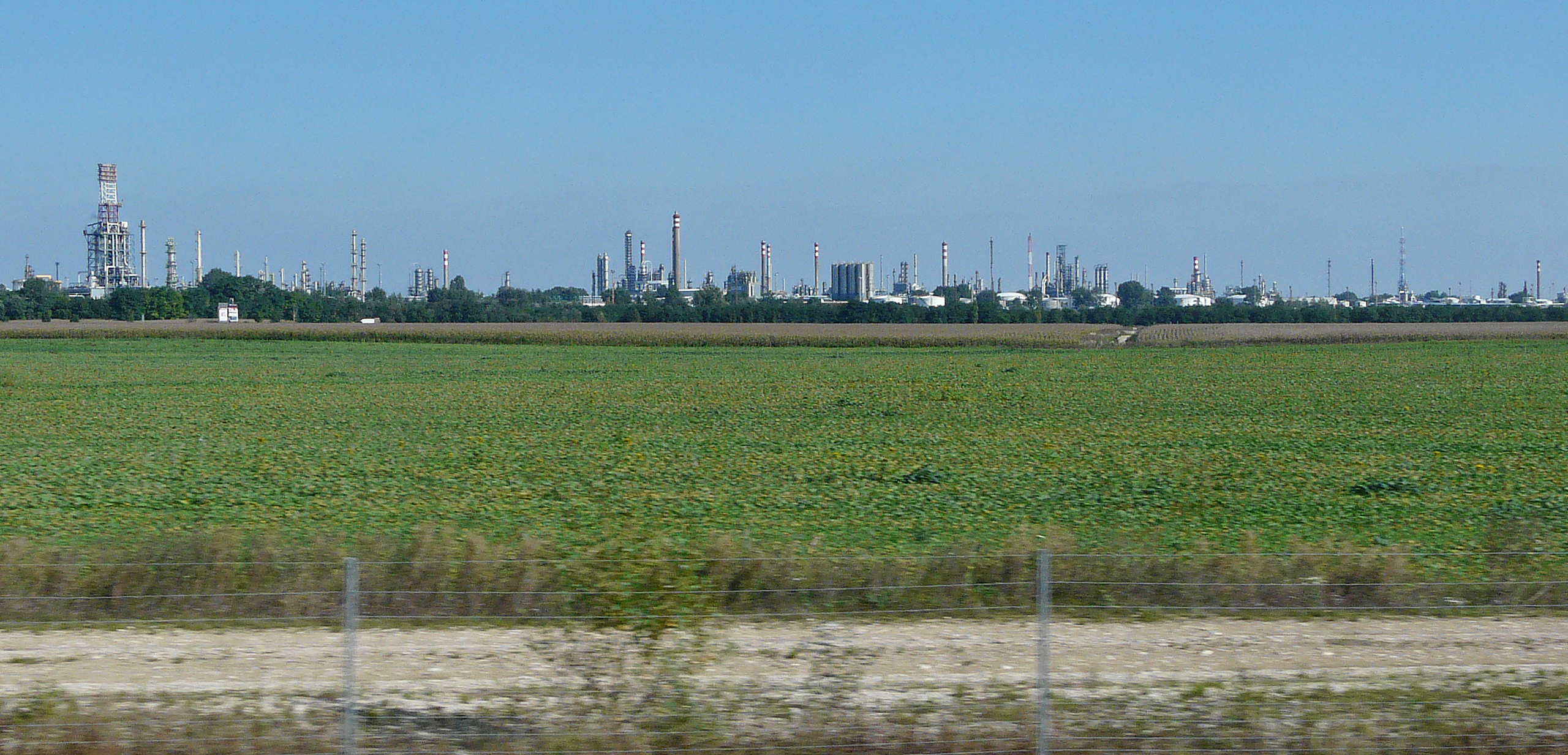
MOL Dunai Finomító, Százhalombatta

A Barátság csővezeték (oroszul: нефтепровод Дружба, nyeftyepravód druzsba) a világ leghosszabb kőolajvezetéke (a második leghosszabb a Baku-Tbiliszi-Ceyhan csővezeték).
Első magyarországi szakaszának építését 1962-ben fejezték be (az építésről szóló megállapodást 1959. december 19-én írta alá a Szovjetunió, Csehszlovákia és Magyarország.) A vezetéket 1964-ben helyezték üzembe. Üzemeltetője ma az orosz állami tulajdonú Transznyefty (Транснефть) cég.
Oroszországból halad nyugati irányba több mint négyezer kilométeres hosszban. Neve arra utal, hogy eredeti rendeltetése a Szovjetunió nyugati területeinek, illetve a közép-európai „baráti” szocialista országok kőolajjal való ellátása volt. Ma az orosz (és kazah) olaj európai szállításainak fő artériája.
A csővezeték a délkelet-oroszországi Szamara városnál kezdődik, ahol a Nyugat-Szibériából, az Uralból és a Kaszpi-tengertől érkező kőolajat táplálják bele. A belarusz Mazir városnál északi és déli ágra szakad. A Belaruszba lépő csővezeték szállítókapacitása évi 70 millió tonna.
Ukrajnában, a magyar és a szlovák határ közelében a vezeték két irányba ágazik el. Az egyik Magyarországra halad, a másik Szlovákiába. Ez utóbbin kapja az orosz kőolajat Csehország is. A szlovákiai ágon évi mintegy 20 millió tonna kőolaj halad át.
2019. április 27-én szándékos szennyezés miatt leállították. Az orosz hatóságok nyomozást indítottak.
2023 februárjában a vezetéken keresztül Lengyelországba irányuló szállítást Oroszország leállította.

## Magyarországon
Az első magyarországi szakasz, a Szlovákiából érkező 148 kilométer hosszú és 400 milliméter átmérőjű Barátság I. 1962-re készült el, kapacitása évi 3,5 millió tonna volt, amelyet 2015-ben 6 millió tonnára bővítettek. Párját, az Ukrajnából érkező 600 milliméteres átmérőjű Barátság II-t 1972-re készítették el, kapacitása évente 7,9 millió tonna.
A vezetékek éves névleges összkapacitása Magyarország felé így mintegy 13,9 millió tonna, de mivel ezek az Ukrajnában kettéágazó vezeték különböző nyomvonalai, így az érkező mennyiség ennél jóval kisebb, mintegy 8 millió tonna. A délről, Fiuméból szintén a százhalombattai Dunai Finomítóba érkező Adria-kőolajvezeték kapacitása 10 millió tonna. Az oroszországi kőolajszállítások akadozása esetén az Adriai-tengerről vízi úton szállított kőolaj érkezne, erre azonban még sohasem került sor a Barátság leállása miatt. Ugyanakkor a MOL rendszeresen kap szállítmányt az Adria vezetéken keresztül az orosz kőolaj zavartalan ellátása mellett is.
Az ellátási zavarok áthidalására Magyarországnak a Nemzetközi Energiaügynökség előírásai alapján minimum 90 napos kőolajtartalékot kell tárolnia. A készletezést az összes importőrt tömörítő szervezet, a Kőolaj- és Kőolajtermék Készletező Szövetség (KKKSZ) jogutódja, a Magyar Szénhidrogén Készletező Szövetség (MSZKSZ) végzi.
2008. október 14-én a pest megyei Ecser mellett kilyukadt a Barátság kőolajvezeték, amelyet egy autópályaépítő munkagép sértett meg.